# Planta no vascular

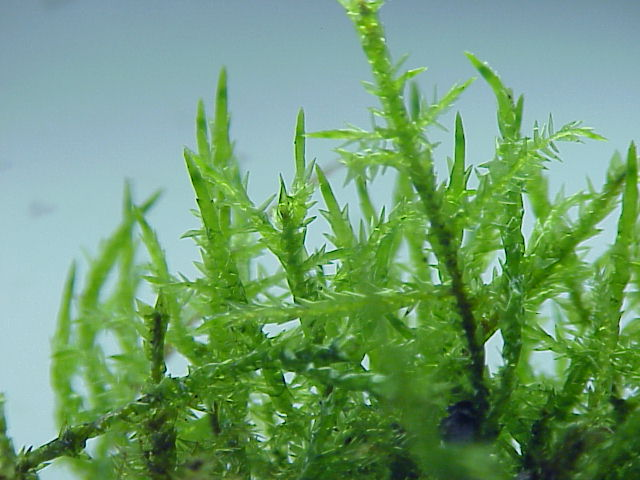
Este musgo de la especie Calliergonella cuspidata no es una planta vascular. Aunque parezca tener hojas, en realidad no lo son.

Las plantas no vasculares son aquellas que carecen de un sistema vascular formado por xilema y floema. En su lugar, pueden poseer tejidos más simples que tienen funciones especializadas para el transporte interno de agua. Tampoco producen semillas ni flores.  Por lo general, sólo alcanzan una altura de uno o dos centímetros, ya que carecen del tejido leñoso necesario para sostenerse en tierra.
Las hepáticas de hoja tienen estructuras llamadas filodios que se parecen a las hojas, pero que sólo consisten en láminas simples de células sin espacios de aire internos, sin cutícula ni estomas, y sin xilema ni floema. Por consiguiente, los filodios son incapaces de controlar la tasa de pérdida de agua de sus tejidos y se dice que son poiquilohídricos. Algunas hepáticas, como la Marchantia, tienen cutícula, y los esporofitos de los musgos tienen tanto cutícula como estomas, que fueron importantes en la evolución de las plantas terrestres.
Todas las plantas terrestres tienen un ciclo de vida con un alternancia de generaciones entre un diploide esporófito y un haploide gametófito, pero en todas las plantas terrestres no vasculares la generación gametófita es dominante. En estas plantas, los esporofitos  crecen desde gametófitos y dependen de estos para la absorción de agua y nutrientes minerales, y la prestación de la fotosíntesis, los productos de fotosíntesis.

## Plantas no vasculares terrestres

### Las briofitas
Entre las briofitas se encuentran los musgos y las hepáticas. Viven en sitios húmedos, sobre el suelo de los bosques lluviosos, donde pueden formar una espesa alfombra.  
Son muy importantes por ser especies precursoras en la colonización de las rocas y del suelo por parte de los vegetales. Aunque estas plantas pueden cubrir un área de varios kilómetros cuadrados, como una alfombra, su altura no suele sobrepasar los 3 cm, ya que no poseen vasos conductores desarrollados. La mayor altura registrada no supera los 60 cm. Este grupo de plantas existe hace más de 280 millones de años.

#### (las hepáticas)
Las hepáticas no poseen nada parecido a vasos ni tampoco presentan estructuras distinguibles como en los musgos. La absorción de agua y nutrientes se realiza a través de toda la superficie del vegetal.

#### Con vasos conductores primitivos (los musgos)
Los musgos poseen vasos muy primitivos y no forman ni xilema ni floema, que caracterizan a las plantas vasculares propiamente dichas. Se anclan al terreno por medio de estructuras especializadas llamadas rizoides. Tienen algo parecido a un pequeño tallo, llamado cauloide, y láminas que se asemejan a hojas, denominadas filoides.